# Oreodora granulipennis
Oreodera granulipennis es una especie de coleópteros de la familia Cerambycidae. Fue descrita por Dmytro Zajciw en 1963.